# Stauffenberg-Gedenkstätte (Albstadt)

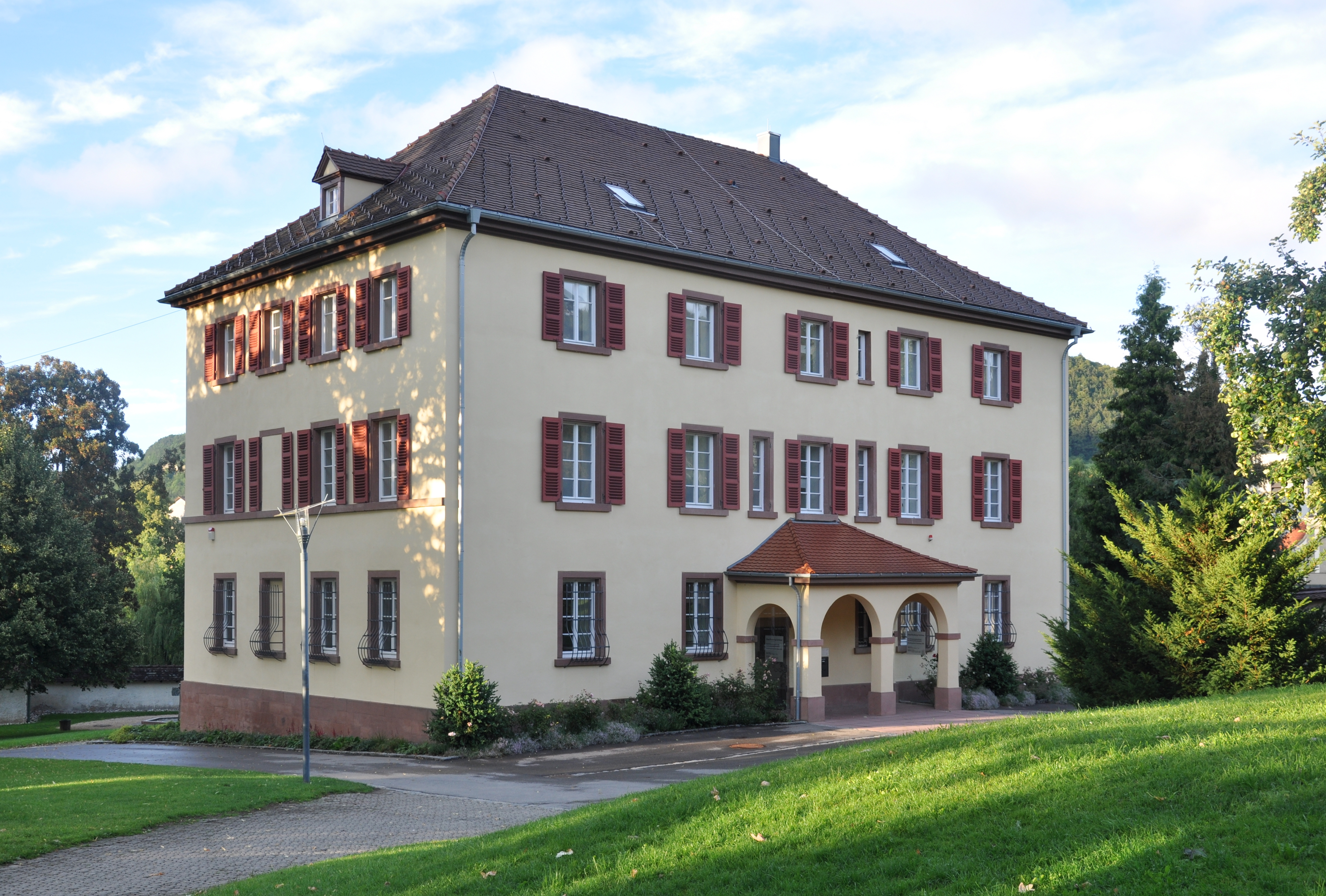
Schloss Stauffenberg in Albstadt-Lautlingen, 2011

Die Stauffenberg-Gedenkstätte ist eine seit November 2007 im Stauffenberg-Schloss im Albstadter Stadtteil Lautlingen (in Baden-Württemberg) eine Claus Schenk Graf von Stauffenberg gewidmete Gedenkstätte.
Die Ausstellung dokumentiert seinen Werdegang und seine Einstellung zum Nationalsozialismus, sein Wandel vom anfänglichen Befürworter zum entschiedenen Gegner der nationalsozialistischen Politik.
Ebenso wird die Betrachtung des Widerstands nach Kriegsende beleuchtet.